# Gedenkstätte Mümliswil

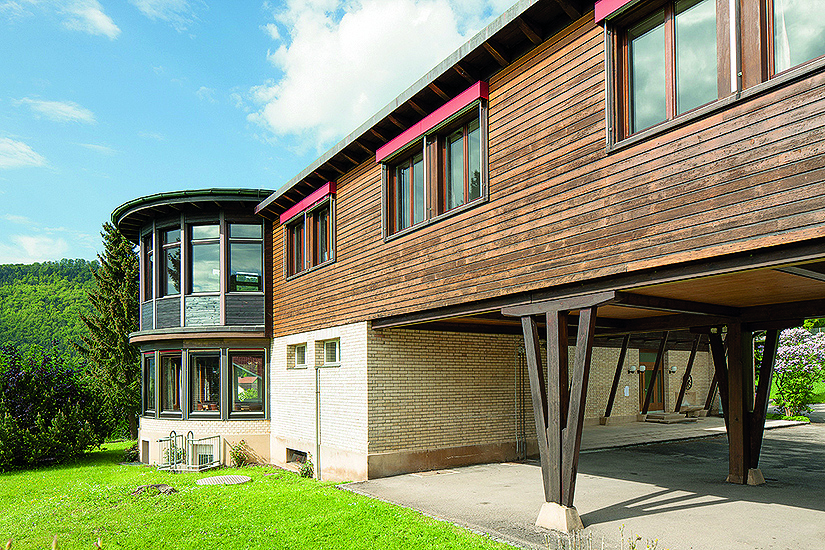
Aussenansicht der Gedenkstätte Mümliswil (2013)

Die Gedenkstätte Mümliswil in Mümliswil im Kanton Solothurn wird seit 2013 von der Guido Fluri Stiftung als nationale Gedenkstätte für Heim- und Verdingkinder der Schweiz geführt. Das Gebäude des ehemaligen genossenschaftlichen Kinderheims steht seit 2012 unter Denkmalschutz.

## Geschichte

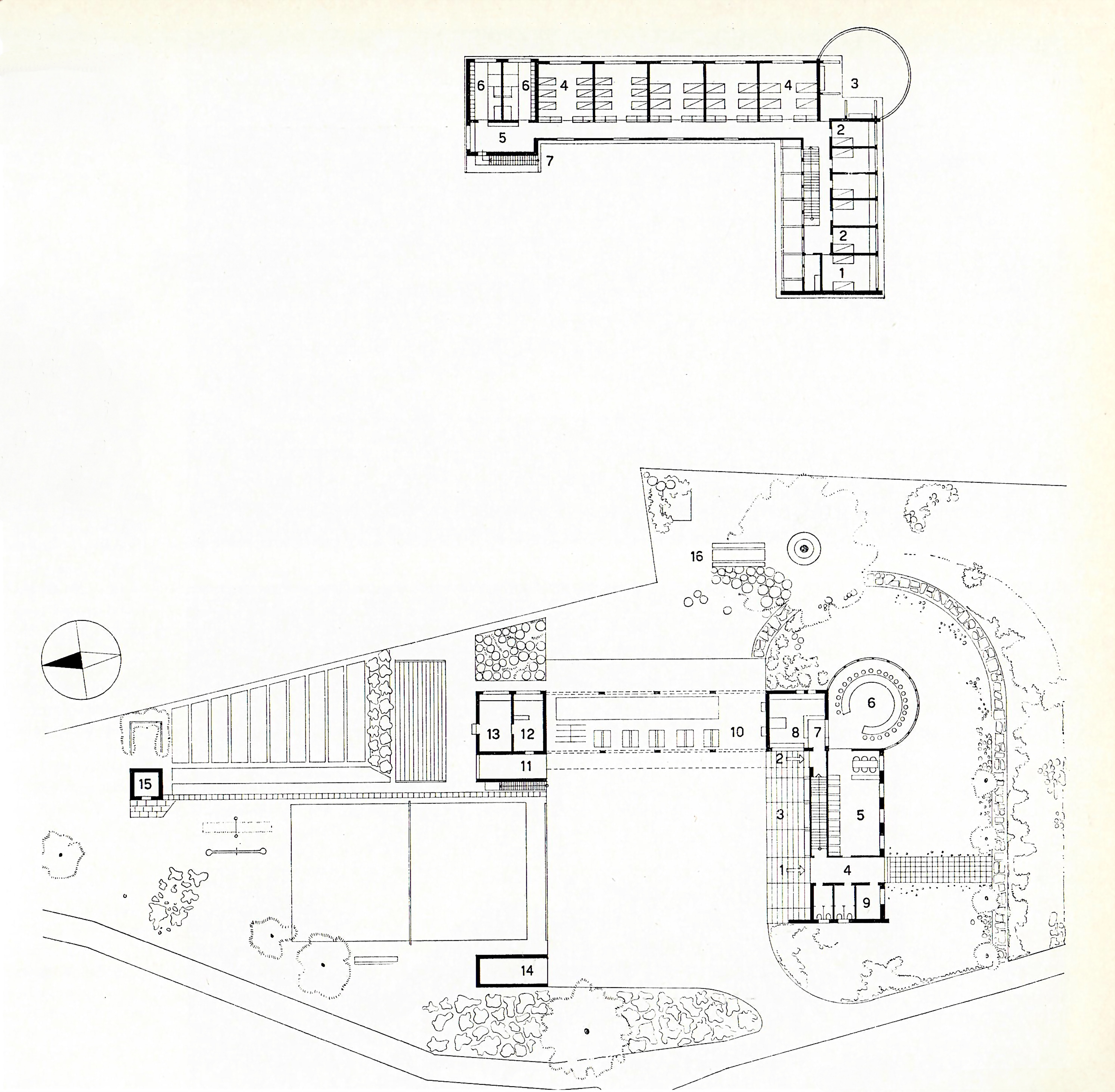
Hannes Meyer, Grundrisse des Kinderheims Mümliswil (1938–39)
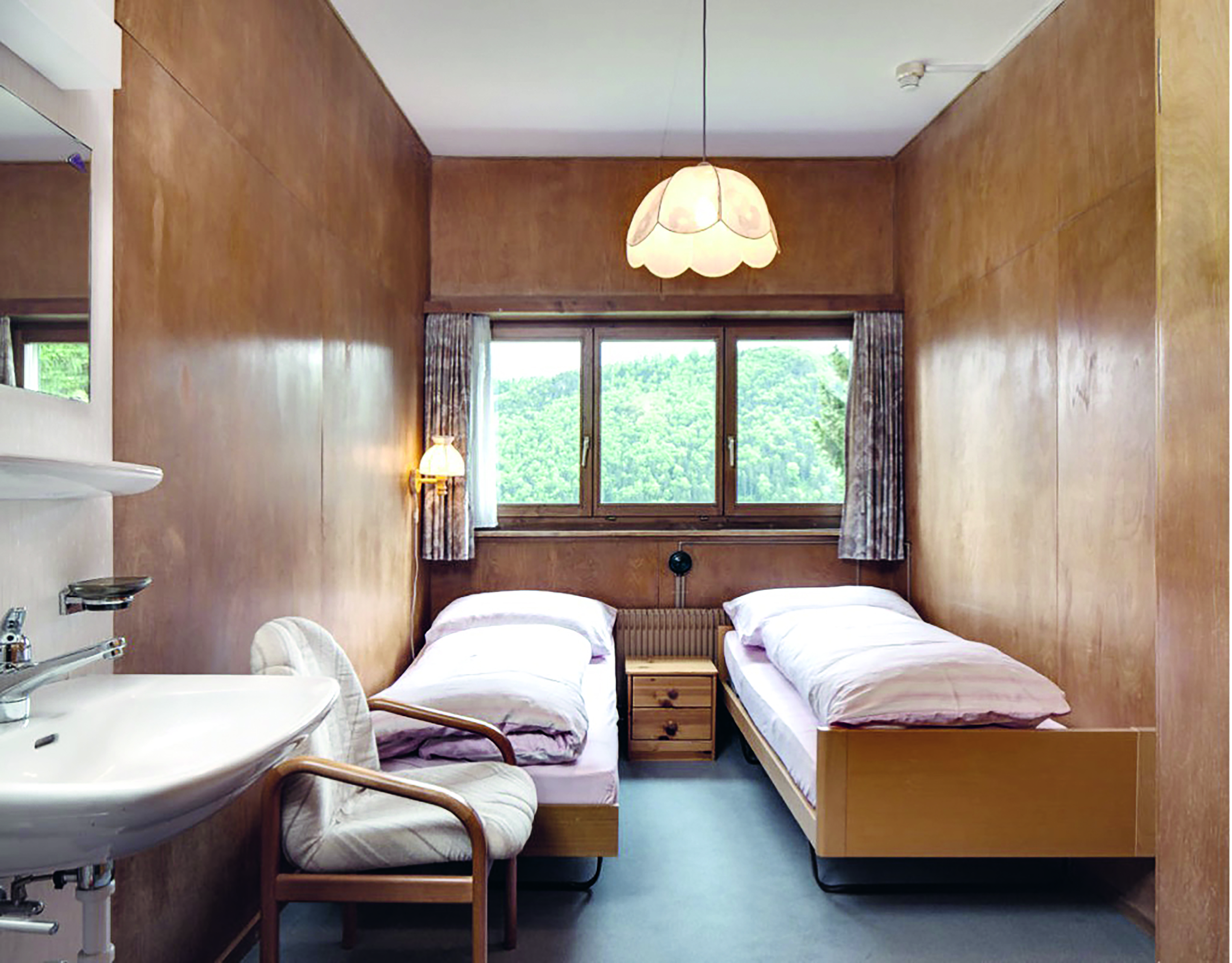
Eines der ehemaligen Kinderzimmer
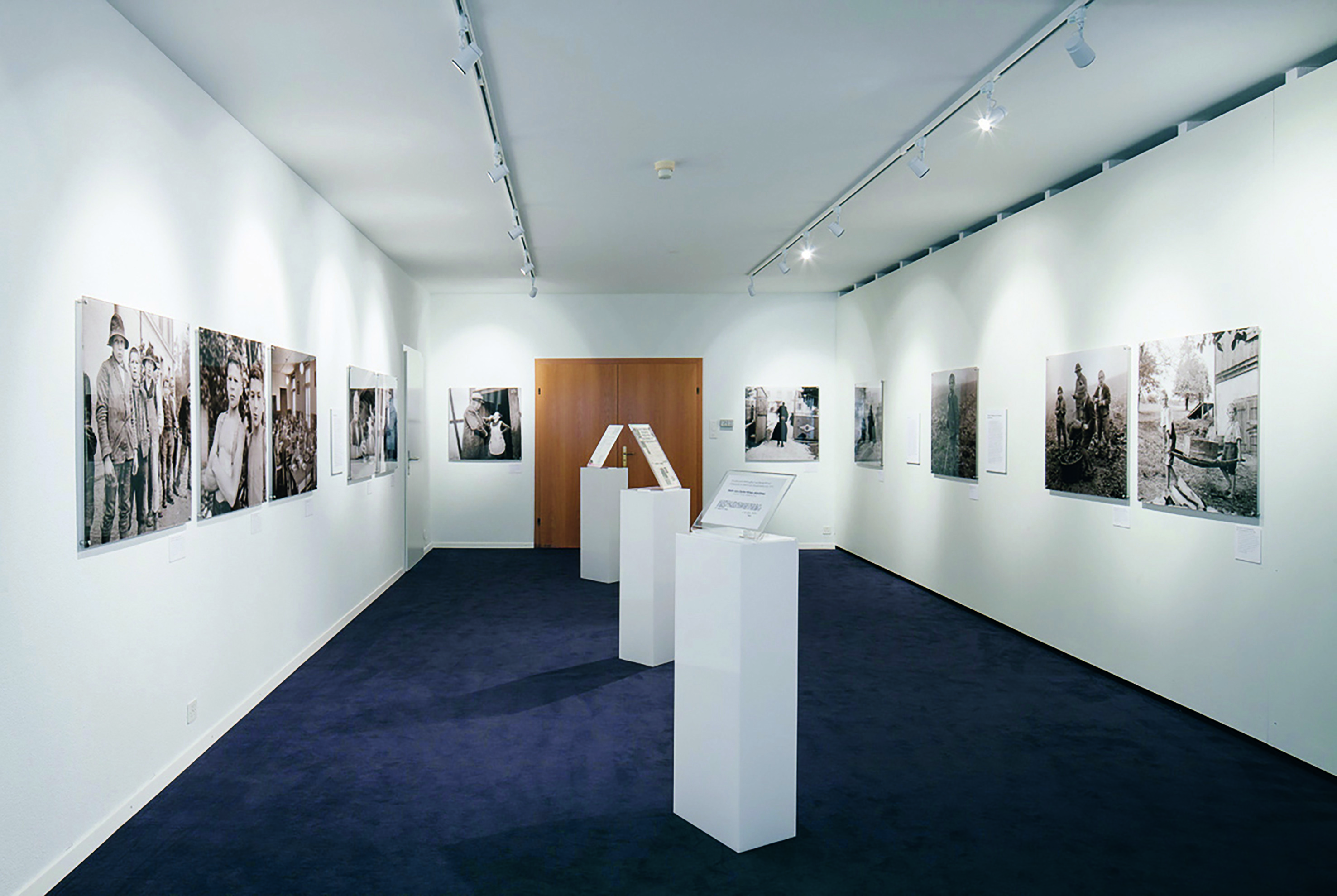
Dauerausstellung zur Geschichte der Heim- und Verdingkinder

Bernhard Jäggi, Leiter des Verbands Schweizerischer Konsumvereine, und seine Frau stifteten 1938 das genossenschaftliche Kinderheim. Für einen Zeitraum von ein bis drei Monaten sollten hier 20 bis 24 «körperlich geschwächte Kinder aller Volkskreise» durch «zweckmässige Ernährung, fortschrittliche Wohnform, sportliche und spielerische Bewegung gesundheitlich gefördert und ihr Charakter im Sinne einer dem genossenschaftlichen Gedanken entsprechenden Pädagogik gebildet» werden. Mit dem Bau des Kinderheimes beauftragte Jäggi den befreundeten Schweizer Architekten Hannes Meyer, Leiter der Bauabteilung im Bauhaus. In die Planung des Heimes flossen seine eigenen Erfahrungen als Heimkind und Halbwaise ein.
Ursprünglich von Meyer als «ideales Kinderheim» entworfen, glich sich der Heimbetrieb nach dem Tod der Stifter dem anderer Einrichtungen in der Schweiz an.
1973 wurde das Kinderheim geschlossen und in der Folge bis 2000 unter der Führung des Coop Frauenbunds Schweiz als Bildungs- und Ferienheim betrieben. 2011 wurden das Gelände und das Gebäude von der Guido-Fluri-Stiftung erworben, aufwendig renoviert und 2013 als Gedenkstätte eröffnet. Seither finden dort Treffen ehemaliger Verdingkinder statt. Gleichzeitig markierte die Einrichtung mit ihrer Errichtung den Auftakt zur Aufarbeitung der Fremdunterbringung von Kindern zur Lebenshaltung und Erziehung in der neueren Schweizer Geschichte unter der Federführung der Wiedergutmachungsinitiative. Bekanntes Mitglied der Initiative ist neben vielen anderen der Schweizer Unternehmer und Philanthrop Guido Fluri, der selbst Heimkind in Mümliswil war. 2022 wurde die Gedenkstätte zeitweilig für die Unterbringung ukrainischer Flüchtlinge genutzt.

## Aufgaben
Die Gedenkstätte fungiert unter anderem als Anlauf- und Beratungsstelle, Begegnungszentrum, Ausstellungsort und Informationsplattform für Betroffene und deren Angehörige sowie an dem Thema Interessierte. Die Gedenkstätte stellt Räumlichkeiten für Ausflüge, Lagerwochen oder Workshops kostenlos zur Verfügung. Schulklassen, Privatgruppen oder -personen können hier in originaler Umgebung und durch eine Dauerausstellung mehr über die Geschichte der Heim- und Verdingkinder in der Schweiz erfahren. Eine Besichtigung ist auf Anfrage möglich.